# Orgullo de Bucarest
Bucharest Pride, conocido anteriormente como GayFest, es el festival anual dedicado a los derechos LGBT en Rumania, que se celebra en Bucarest durante casi una semana. El organizador del evento ha sido Kyle David Kipp. Se celebró por primera vez en 2004 y tiene lugar en mayo-junio de cada año, culminando con la Marcha de la Diversidad (en rumano: Marșul Diversității ). Está organizado por la organización sin fines de lucro ACCEPT, que es la organización no gubernamental de derechos de lesbianas, gais, bisexuales y transgénero (LGBT) más grande del país. El festival también recibe fondos del Ministerio de Salud de Rumania y del Consejo Nacional para Combatir la Discriminación, así como de varias organizaciones privadas, entre las que cabe mencionar el Open Society Institute y el British Council en Rumania.
El Orgullo de Bucharest ofrece diversos actos culturales LGBT, entre los que cabe destacar proyecciones de cine, exhibiciones de arte, teatro y fiestas, así como seminarios y debates sobre temas sociales LGBT; desde 2005, el festival incluye también un desfile del orgullo gay.

## Antecedentes
El movimiento rumano por los derechos del colectivo LGBT comenzó a ganar terreno a mediados de la década de 1990, después de que en 1996 se despenalizara el sexo consentido entre dos adultos del mismo sexo. Ese mismo año, se fundó en Bucarest la primera organización de derechos del colectivo LGBT de Rumania, Accept, con dos objetivos principales: crear una sociedad mejor para las personas LGBT en Rumania y cambiar las actitudes sociales negativas hacia las personas LGBT. A fines de la década de 1990, el movimiento por los derechos LGBT se centró en conseguir la derogación del Artículo 200 del Código Penal de Rumanía, que continuaba criminalizando las exhibiciones públicas y la promoción de la homosexualidad. En este contexto, organizar una fiesta del orgullo LGBT no era viable, teniendo en cuenta que las manifestaciones públicas de homosexualidad podían ser perseguidas conforme al inciso 5 del artículo 200, que establecía lo siguiente:
 La incitación o la seducción de otra persona para que vea la práctica de relaciones sexuales entre personas del mismo sexo, así como la propaganda o cualquier otro acto de proselitismo con el mismo fin, se castigan con penas de prisión de uno a cinco años.
Sin perjuicio de lo anterior, es importante señalar que en octubre de 2000, cuando el Artículo 200 aún estaba en vigor, ACCEPT organizó la 22ª Conferencia Europea de la Asociación Internacional de Gays y Lesbianas en Bucarest. El evento atrajo a alrededor de 100 participantes de 27 países y generó gran discusión y la atención de los medios sobre los derechos LGBT en Rumania. 
A raíz de la presión tanto de ACCEPT como de la Unión Europea y del Consejo de Europa, el artículo 200 fue finalmente derogado en su totalidad a finales de 2001, terminando de esa manera con la última ley anti-lgbt en Rumania. Además, la legislación contra la discriminación introducida en 2000 hizo ilegal discriminar a las personas por motivo de su orientación sexual. Esto permitió una mayor visibilidad social de las personas y la cultura LGBT, con la apertura de varios clubes gay a partir de 2002. 
En este contexto, la organización de un festival del orgullo gay se hizo viable, con ACCEPT tratando de utilizar este tipo de celebración para mejorar aún más la visibilidad de las personas LGBT y promover el objetivo de cambiar la actitud social hacia las personas LGBT en Rumania, particularmente a través de poner el énfasis en eventos culturales.

## Ediciones
| Asistencia al orgullo de Bucarest | Asistencia al orgullo de Bucarest |
| Año                               | Número de asistentes              |
| --------------------------------- | --------------------------------- |
| 2004                              | No conocida                       |
| 2005                              | 300                               |
| 2006                              | 800                               |
| 2007                              | 500                               |
| 2008                              | 300                               |
| 2009                              | 100                               |
| 2010                              | 100                               |
| 2011                              | 150                               |
| 2012                              | 200                               |
| 2013                              | 400                               |
| 2014                              | 400                               |
| 2015                              | 1,000                             |
| 2016                              | 2,500                             |
| 2017                              | 2,000                             |
| 2018                              | 5,000                             |
| 2019                              | 10,000                            |
| 2020                              | cancelado por covid               |
| 2021                              | 10,000                            |
| 2022                              | 15,000                            |

### GayFest 2004
El GayFest 2004 fue el primer festival LGBT organizado en Rumania y tuvo lugar entre el 3 y el 9 de mayo. Inicialmente se llamó "El Festival de la Diversidad" y su lema era  "Tienes derecho a ser diverso". El festival se centró principalmente en la celebración de debates públicos sobre las actitudes hacia las personas LGBT en Rumania, así como en eventos culturales. Se lanzaron oficialmente varias publicaciones sobre temas LGBT, como Homofobia de George Bălan, y se organizó el primer festival de cine LGBT de Rumania, con nueve películas de nueve países diferentes, incluido un documental sobre el desfile del orgullo gay de 2001 en Belgrado, Serbia, que degeneró en un episodio de violencia. Como parte del GayFest, el Instituto Goethe de Bucarest acogió una exposición fotográfica de la artista polaca Karolina Bregula, titulada Să ne vadă ("Que nos vean"), que exploraba la visibilidad de los gais y las lesbianas en Polonia.
Según Florin Buhuceanu, director ejecutivo de Accept: 
La idea del festival era ofrecer cierta transparencia a la comunidad gay de Rumanía. Será una semana en la que celebraremos el derecho a ser diferentes de la mayoría y, al mismo tiempo, seremos solidarios con el resto de la sociedad. Rumanía debe demostrar que vive en la Europa de 2004.
El festival fue apoyado públicamente por varias figuras conocidas, como el parlamentario Mădălin Voicu, que declaró en la prensa que, "...nosotros [los rumanos] debemos adaptarnos y darnos cuenta de que no hay más barreras que las impuestas por la decencia. . . Los homosexuales existen en todas las capas de la sociedad, desde la gente pobre hasta los políticos, personalidades importantes, etc.” 
Inicialmente, se planeó organizar el Festival de la Diversidad de 2004 con el apoyo del Consejo Nacional para Combatir la Discriminación y el Consejo del Sector 3 de Bucarest, los cuales luego se retiraron alegando razones financieras, lo que hizo que finalmente el evento fuera organizado por ACCEPT con el apoyo de varios patrocinadores, incluidos el gobierno rumano, el British Council, el Instituto Goethe y la Embajada de Suecia en Bucarest.
También se había previsto un desfile del orgullo gay por el centro de Bucarest, pero luego se abandonó esa idea y varios periódicos afirmaron que la sociedad rumana no estaba preparada para un evento de tal magnitud. Ştefan Iancu, el organizador del Festival de la Diversidad de 2004, declaró a Ziarul, el 3 de mayo de 2004, que "queríamos hacer esto [un desfile del orgullo], pero no sabemos si lograríamos convencer a los homosexuales de que salieran". a la calle por diversas razones. Es evidente que tienen demasiado miedo de las repercusiones (perder sus trabajos, ser juzgados por sus familias, etc. )". No obstante, al año siguiente se organizó un desfile del orgullo gay como parte del GayFest 2005 y fue a la vez exitoso y controvertido.

### GayFest 2005

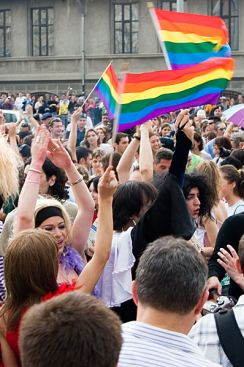
Desfile GayFest 2005

El GayFest 2005 tuvo lugar entre el 23 y el 30 de mayo, con el lema "Tienes derecho a amar". Desencadenó una gran controversia en Rumania, ya que se celebró el primer desfile del orgullo gay en el país. Inicialmente, la solicitud para este desfile, que tuvo lugar el 29 de mayo, fue rechazada por el Ayuntamiento de Bucarest, alegando que la ciudad no podía brindar una seguridad adecuada a los participantes. Varios grupos de derecha, como el nacionalista Noua Dreaptă, así como la Iglesia Ortodoxa Rumana, también se opusieron activamente a la marcha y pidieron su prohibición.
Sin embargo, el desfile recibió la autorización después de un intenso lobby de activistas internacionales por los derechos del colectivo LGBT y del Consejo Nacional para Combatir la Discriminación, así como del apoyo público del presidente Traian Băsescu y de la ministra de Justicia Monica Macovei. Se desarrolló con éxito, con la participación de unas 300 personas, aunque algunas fuentes afirman que estuvieron presentes hasta 850 participantes. Noua Dreaptă organizó una contramanifestación, no autorizada por el Ayuntamiento, cuyos participantes exhibieron pancartas contra los homosexuales y trataron de disolver el desfile del orgullo mediante la violencia. Varios miembros de Noua Dreaptă fueron detenidos y, posteriormente, el grupo fue multado con 3.000 lei (aproximadamente 1.000 dólares estadounidenses ). Al concluir el desfile, el director ejecutivo de ACCEPT, Florin Buhuceanu, declaró:
El simple hecho de que se celebrara el primer festival gay [desfile del orgullo] significó mucho para nosotros. La próxima vez será más espectacular, con música y espectáculos. La gente debe tener el valor de aceptar a los que son diferentes a ellos.
Además del desfile del orgullo, se organizó un festival de cine LGBT durante la semana GayFest, con 13 películas proyectadas en tres lugares diferentes: el Instituto Goethe, La Motoare y el Cine Elvira Popescu. En La Scena se organizaron dos debates públicos y seminarios sobre los temas de homosexualidad y religión, los medios de comunicación y las leyes contra la discriminación.

### GayFest 2006
El GayFest 2006 tuvo lugar entre el 30 de mayo y el 4 de junio y se organizó con el lema "Mismos derechos, mismas responsabilidades". El tema central fue el de " El matrimonio entre personas del mismo sexo y las uniones civiles en Rumanía "; ni uno ni otro son reconocidos en el país. Durante la semana del GayFest, Accept hizo un llamado al estado para legalizar el matrimonio entre personas del mismo sexo, o al menos las uniones civiles, generando una cobertura mediática y un debate sin precedentes sobre este tema.

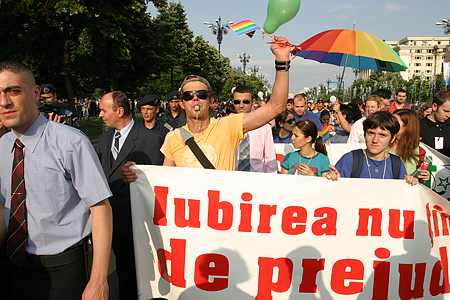
Participantes sosteniendo pancartas en el desfile GayFest de 2006

El Desfile GayFest, que recibió la autorización del Ayuntamiento el 30 de mayo, tuvo lugar el 3 de junio, a partir de las 18:00 horas y atrajo a unos 800 participantes, incluidos activistas por los derechos LGBT de Suecia, de los Países Bajos y del Reino Unido. El desfile contó con disfraces extravagantes, música y globos, así como la tradicional bandera arcoíris de 200 metros de largo que se presenta en todos los desfiles de GayFest. Los participantes también levantaron carteles que decían "¡Te amamos!" y "Homofobia, la peor enfermedad", al tiempo que pedían al parlamento que legalizara el matrimonio entre personas del mismo sexo.

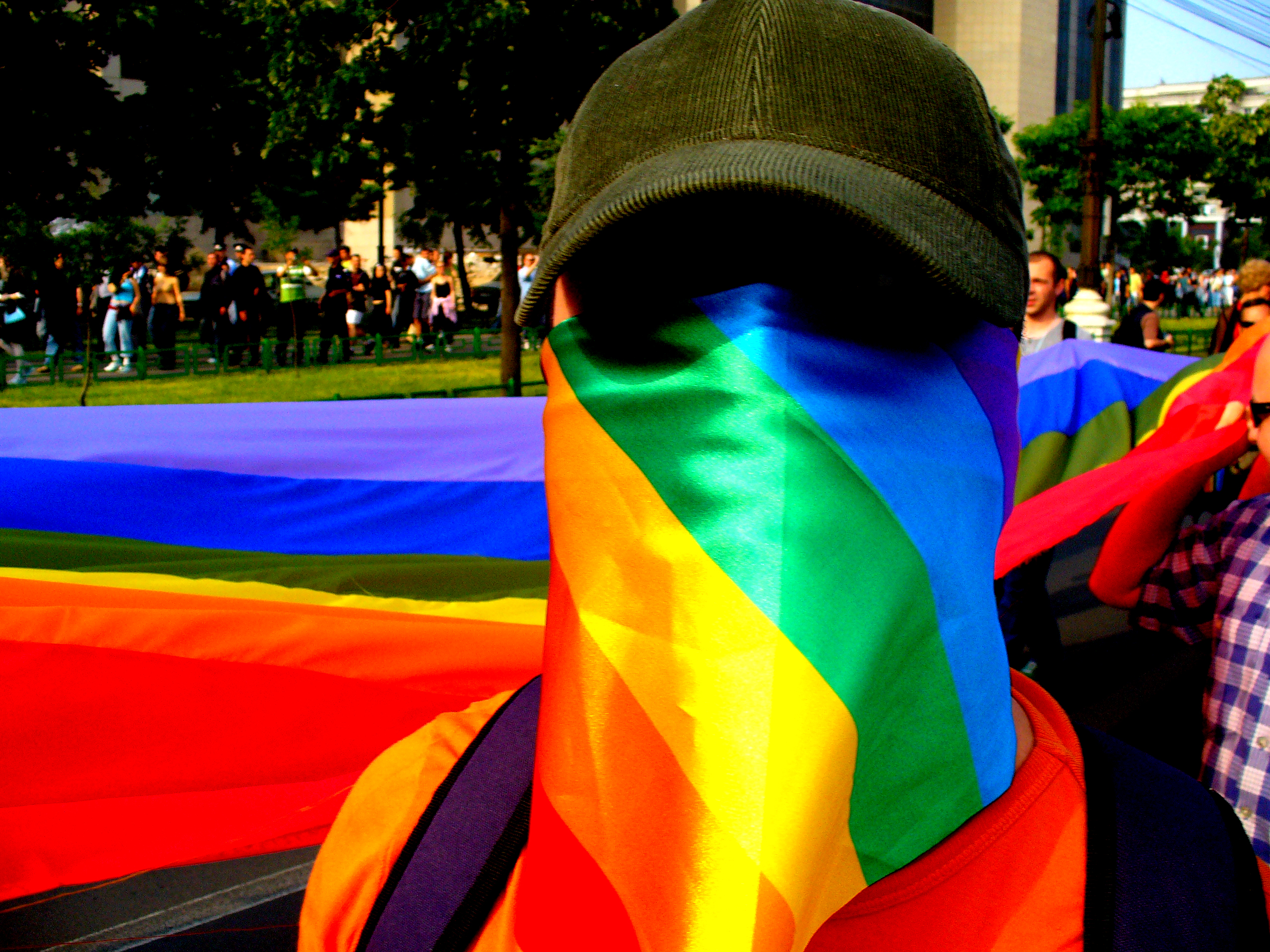
Un participante en el desfile GayFest 2006, envuelto en una bandera del arcoíris.

Junto a miembros de la comunidad LGBT, a la marcha también asistieron varios defensores de los derechos civiles y los derechos humanos, muchos de ellos heterosexuales. Una mujer que participó en el desfile declaró a BBC News que:
Estoy aquí con mi marido, y en caso de que tengamos un hijo que sea gay, queremos que tenga derechos y sea feliz, que tenga la oportunidad de ser feliz en este país. Apoyo el matrimonio entre personas del mismo sexo. De hecho, es por esa razón por la que estamos aquí. Quiero que mi hijo tenga derechos en caso de que nazca homosexual. Y esto no es en absoluto ninguna tragedia. Sin embargo, al igual que el evento del año anterior, el desfile de 2006 no estuvo exento de controversia. El 20 de mayo, veintidós ONG conservadoras, incluida la de extrema derecha Noua Dreaptă, pidieron a la Iglesia ortodoxa rumana que se opusiera al desfile del orgullo. El 2 de junio, la Iglesia Ortodoxa denunció al Ayuntamiento por permitir la realización de la marcha, afirmando que era "una afrenta a la moralidad de las instituciones públicas, y un peligro... para la formación de los jóvenes". Además, Noua Dreaptă presentó una denuncia legal en un tribunal de Bucarest para prohibir la marcha, argumentando que era "obscena y antisocial". Sin embargo, la denuncia no tuvo éxito y el tribunal declaró que el GayFest Parade debería llevarse a cabo.

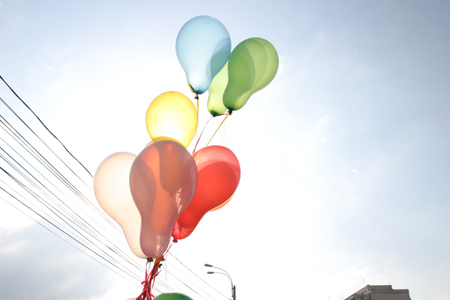
Globos con los colores de la bandera del arco iris LGBT en el desfile GayFest 2006

A las 11:00 horas del 3 de junio, pocas horas antes del Desfile GayFest, Noua Dreaptă realizó una contramanifestación, a la que asistieron unas 150 personas, a favor de los "valores familiares" y las "tradiciones morales", desfilando con cruces cristianas y ortodoxas, iconos, así como banderas rumanas y carteles en contra de la homosexualidad. Sin embargo, a diferencia de 2005, esta marcha no se programó al mismo tiempo que el desfile GayFest y, por lo tanto, no hubo enfrentamientos violentos. A pesar de esto, decenas de manifestantes intentaron disolver el desfile gay, chocando con la fuerte presencia policial que protegía a los activistas LGBT. Los contramanifestantes también levantaron carteles que decían "Rumania no te necesita" y arrojaron huevos a los participantes del desfile, así como a la policía. 51 manifestantes anti-lgbt fueron arrestados y multados por la policía por provocar violencia.

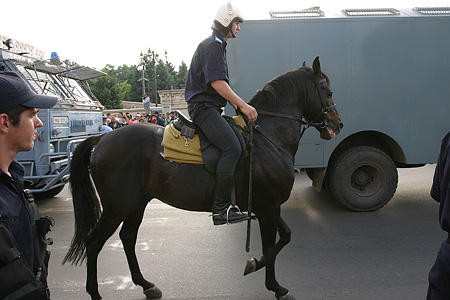
Cordón policial de protección en el desfile GayFest 2006

Después del desfile, los organizadores, ACCEPT, declararon que a pesar de los intentos de los contramanifestante de disolver el desfile, estaban complacidos de que las autoridades tuvieran la situación bajo control y que el número de participantes en el desfile fuera mayor de lo esperado. Los dos partidos de la gobernante Alianza por la Justicia y la Verdad, los liberales y los demócratas, emitieron un comunicado después del desfile condenando las violentas protestas en contra del colectivo LGBT  y llamando a la tolerancia. Sin embargo, no plantearon la cuestión de las uniones del mismo sexo. El opositor Partido Socialdemócrata también condenó la violencia contra el colectivo LGBT.
Unos días después del desfile del orgullo, el periódico Cotidianul entrevistó a los principales partidos políticos de Rumania en torno a su postura sobre el matrimonio entre personas del mismo sexo en Rumania, que fue el tema del GayFest 2006. Los dos partidos gobernantes de Justice and Truth Alliance afirmaron su apoyo a los derechos del colectivo LGBT, pero se mostraron evasivos en el tema del matrimonio entre personas del mismo sexo específicamente, mientras que los socialdemócratas dijeron que no iniciarían ni apoyarían una propuesta legislativa sobre el matrimonio entre personas del mismo sexo, puesto que era necesario un debate público más amplio sobre este tema, “para ver de qué manera se pueden mejorar los estándares en materia de libertades fundamentales respecto de las personas con otra orientación sexual”. Los conservadores de derecha y el Partido de la Gran Rumanía se opusieron al matrimonio entre personas del mismo sexo.

### GayFest 2007
El GayFest 2007 se llevó a cabo entre el 4 y el 9 de junio de 2007, con el lema "¡Celebra la diversidad! ¡Respeta los derechos!"  El festival contó con un desfile del orgullo gay, exposiciones de arte y un festival de cine, así como dos debates públicos (uno sobre discriminación y otro sobre religión y democracia). Al igual que en 2006, el GayFest de 2007 se centró en el tema del matrimonio y las uniones civiles entre personas del mismo sexo, lo que generó otro debate público sobre el tema en los medios y la sociedad rumanos.  Según ACCEPT, el foco en las uniones del mismo sexo se debió a que “la aprobación de una legislación al respecto es un paso decisivo para afirmar la igualdad de derechos de todos los ciudadanos”. 

#### Festival de Cine
El GayFest de 2007 incluyó el Festival de Cine Inklusiv, que mostró nueve largometrajes y documentales internacionales sobre temas LGBT:
| - Kinsey (USA, 2005) - Heneini (USA, 2005) - Transparent (USA, 2005) - Gypo (UK, 2005) - The End of Second Class (Canada, 2005) | - Tying the Knot (USA, 2004) - Politics of the Heart (Canada, 2005) - Inlaws and Outlaws (USA, 2005) - The Conrad Brothers (USA, 2006) |

El festival también presentó siete cortometrajes, proyectados uno tras otro, sobre el tema "Hombres en la intimidad".
El martes 5 de junio, segundo día del festival de cine, una pareja gay fue agredida físicamente por un grupo de unas ocho personas, cuando salían del cine donde se proyectaban las películas. La policía intervino rápidamente y detuvo a los agresores. Según un comunicado de la policía, uno de los agresores fue imputado por agresión. El portavoz de la Policía de Bucarest, Christian Ciocan, afirmó que "la persona en cuestión fue llevada a la comisaría, donde fue acusada de agresión y otras violencias, lo que podría castigarse con una pena de prisión de uno a tres meses, o una multa penal. " Se desconoce el estado de los otros atacantes. 

#### Exposiciones
El GayFest de 2007 incluyó dos exposiciones fotográficas que destacaban los temas LGBT. La primera exposición, Parteneri de viaţa – album de nuntă ("Compañeros de por vida - álbum de bodas") se hizo en el Centro InfoEuropa, presentando fotografías y testimonios de los primeros matrimonios entre personas del mismo sexo realizados en San Francisco en 2004. El proyecto fotográfico, que fue creado por el Centro Cultural Queer de San Francisco y la Comunidad de Mujeres del Área de la Bahía, trataba de "transmitir la idea de la universalidad del amor, la aceptación y la comprensión". 
La librería Cărtureşti también acogió una exposición fotográfica titulada "Ce fac gayi şi lesbienele in pat?" (¿Qué hacen los gays y las lesbianas en la cama? ), que destacaba 16 fotos del equipo de artistas polacos Rapari que presentaban el día a día de las parejas del mismo sexo. El objetivo de la exposición era mostrar que "la vida de una persona o pareja gay no es diferente de la vida de una persona o pareja heterosexual, y que las necesidades de las personas, indiferentes a la orientación sexual, son las mismas". 

#### Desfile del orgullo
El desfile del orgullo GayFest se llevó a cabo el 8 de junio, entre las 17:00 y las 19:00 horas, en la ruta Boulevard Decebal- Piaţa Unirii en el centro de Bucarest. Aunque ACCEPT esperaba que asistieran más de 1.000 personas, solo acudieron unas 500 debido a la lluvia. Por primera vez, el desfile incluyó una serie de discursos sobre el tema de los derechos LGBT. Los discursos principales estuvieron a cargo de Florin Buhuceanu (vicepresidente de ACCEPT), Diane Fisher (ministra de la Iglesia de la Comunidad Metropolitana), Maxim Anmeghicean (en representación de ILGA-Europa) y Christoph Michl (del Orgullo Gay de Stuttgart). La seguridad en el desfile estuvo a cargo de 400 gendarmes. Además de la tradicional bandera del arcoíris, globos y música, los participantes portaron carteles que decían "Dios nos ama a todos" y "Amamos a nuestros hijos homosexuales e hijas lesbianas". 
A pesar de la seguridad sin precedentes, más de cien manifestantes anti-lgbt intentaron disolver el desfile del orgullo. Los manifestantes no lograron atravesar el cordón policial y, tras arrojar piedras y petardos a la policía, fueron dispersados con gases lacrimógenos y alrededor de 100 de ellos fueron detenidos. Según Christian Ciocan, el portavoz de la policía, ninguno de los participantes en el desfile del orgullo resultó herido.
Florin Buhuceanu, el vicepresidente de Accept, declaró después de la marcha:
Lamentamos que nuestros oponentes utilicen la violencia ... La policía sólo hizo su trabajo para proteger una marcha autorizada. Es nuestro derecho expresar nuestras creencias y no renunciaremos ante la violencia. Maxim Anmeghicean, el representante de ILGA-Europa, afirmó que, "Nunca, incluso en esta marcha, había visto una presencia tan importante de las fuerzas de la ley y el orden". Comentó que los gendarmes habían actuado muy profesionalmente.
Unas horas antes del desfile del orgullo gayFest, a las 10:00 de la mañana, la organización de extrema derecha Noua Dreaptă organizó una contramanifestación contra el GayFest, titulada "Marcha por la normalidad". Al evento asistieron alrededor de 100 participantes, con carteles contra el matrimonio entre personas del mismo sexo, cruces cristianas y símbolos fascistas.  Los manifestantes de Noua Dreaptă se encontraron con un grupo de alrededor de 20 manifestantes antifascistas ("antifa") que gritaron consignas como "Todos diferentes, todos iguales" y "Noua Dreaptă: Ilegal", y declararon que están "protestando contra el extremismo nazi". que queda impune en la sociedad rumana". Los manifestantes antifascistas no estaban afiliados a los organizadores del desfile del orgullo GayFest.

#### Reacciones
Las reacciones de los medios al GayFest 2007 fueron más positivas que en años anteriores, con tres de los diarios más importantes, Cotidianul, Evenimentul Zilei y Adevărul, incluyendo editoriales o artículos favorables sobre el evento. Andrei Crăciun de Evenimentul Zilei argumentó que, a través de GayFest 2007, "Bucarest se está preparando para una nueva prueba de normalidad" donde "la normalidad significa la capacidad de aceptar la diversidad, incluso si no estás de acuerdo [con algo]". Una editorial en el mismo periódico de Emilian Isaila señalaba que el matrimonio entre personas del mismo sexo debería ser legalizado y que "Dios" no debería jugar un papel en este debate. Isaila afirmaba que “se deben legalizar las uniones entre personas del mismo sexo para que quienes tengan otra orientación sexual puedan beneficiarse de los derechos en materia de endeudamiento, propiedad común de bienes y herencia. Y también creo que las minorías sexuales en Rumanía tienen derecho al menos una vez al año a provocar un debate sobre este tema. Después de todo, lo queramos o no, la sociedad tiene que integrarlos.” 
GayFest también fue cubierto en la sección HotOrNot o en el periódico Cotidianul Weekend. El artículo, titulado "Si eres hetero[sexual], ve a la marcha gay", afirmaba que "participar en GayFest mola porque, además de la lucha contra la discriminación, es una marcha alegre, coloreada y puede ser divertido".  El 9 de junio a las 12:00, ProTV, la red de televisión privada más grande de Rumanía, proyectó un breve documental titulado "Los gays que hicieron historia". En celebración del GayFest 2007, el programa buscó informar más a la gente sobre la historia LGBT internacional y los problemas de diversidad.
Tras el desfile del orgullo, Libertatea analizó la opinión del público con respecto al evento. La mayoría de los entrevistados veían el desfile como algo "perfectamente normal en un país democrático". Un transeúnte dijo: "Es bueno que expresen sus puntos de vista. Es asunto de ellos qué inclinaciones sexuales tienen. Mientras no me afecten en nada, pueden hacer lo que quieran. Si el Ayuntamiento les dio permiso para organizar una manifestación, ¿por qué no iban a hacerlo? Hoy en día, la gente se manifiesta por todo". Otro entrevistado comentó: "Su manifestación no me afecta de ninguna manera. Pueden hacer lo que quieran si el Ayuntamiento les da derecho. Pueden afirmar sus opiniones, pueden pedir sus derechos, ya que vivimos en un país libre.” 
El GayFest 2007 recibió una carta oficial de apoyo y solidaridad de los organizadores de el Orgullo de Zagreb,  así como de Herta Däubler-Gmelin, miembro del Bundestag alemán y exministra de Justicia de Alemania. 

##### Grupos religiosos
La Iglesia ortodoxa rumana emitió una declaración contra el desfile del orgullo gay el 7 de junio, manifestando que "desaprueba la manifestación en el espacio público de las minorías sexuales... por considerarla una ofensa a la moral de la vida pública, a la sagrada institución de la familia, base de la sociedad, y un peligro para la educación de la generación más joven, exponiendo a la juventud a la corrupción moral”.
Sin embargo, el desfile contó con el apoyo de la Iglesia de la Comunidad Metropolitana de Bucarest, y la pastora de la iglesia, Diane Fisher, pronunció un discurso de apertura.

##### Reacciones políticas
El GayFest 2007 no fue objeto de reacción oficial de ningún partido político en Rumania. Sin embargo, algunos políticos hicieron comentarios lgbtfobos sobre el evento. Gheorghe Flutur, vicepresidente del Partido Liberal Democrático, afirmó en una entrevista televisiva que tenía "una mala opinión" de las personas LGBT, y que desaprobaba las libertades que han obtenido. 
Radu Ţîrle, un eurodiputado rumano que representaba al Partido Demócrata, expresó su oposición al desfile del orgullo gay y afirmó que "el desfile homosexual en Bucarest es una vergüenza para Rumania. Es lamentable que detrás de la llamada libertad de orientación sexual y libertad de opinión se permita proliferar el proselitismo de esta conducta desviada e inmoral. La orientación sexual de cualquier persona es un asunto puramente personal y su libertad está garantizada por la ley, pero no debe degenerar en manifestaciones que tiendan al proselitismo". Ţîrle también criticó al Ayuntamiento de Bucarest por autorizar la marcha.  Ţîrle había hecho en el pasado comentarios despectivos sobre otras minorías, como los romaníes, los húngaros, y las minorías religiosas, y en diciembre de 2006 el Partido Demócrata votó para no respaldarlo más como candidato para las próximas elecciones al Parlamento Europeo.  Es importante señalar que el alcalde de Bucarest, Adriean Videanu, que había autorizado el desfile del orgullo, también era miembro del Partido Demócrata.
Gigi Becali, conocido por sus repetidos comentarios homofóbicos en eventos LGBT anteriores, declaró: “No tengo nada en contra de ellos, pero no entiendo por qué hacen un desfile. Que se reúnan en el parque, 300, 500 de ellos, para hacer un espectáculo. No tendría nada en contra, pero ¿un desfile, propaganda? Es anormal". Becali, que también es el presidente del club de fútbol Steaua, declaró que no quiere que más homosexuales vengan al Ghencea Stadium, pero luego pareció contradecirse diciendo "¿Discriminación? Es discriminación si no los dejo venir. ¿Dónde está la discriminación?"  El Consejo Nacional para Combatir la Discriminación anunció que investigaría si los comentarios de Becali violaban las leyes contra la discriminación de Rumania, que también se aplican a los discursos. Sin embargo, en una entrevista posterior, Becali declaró: "Los amo [a los homosexuales] de la misma manera que amo a todas las demás personas. Se pueden casar en el Ayuntamiento, todos los días, 10 de ellos si quieren. Pero en la iglesia, no tienen un lugar.”
Corneliu Vadim Tudor, presidente del Partido de la Gran Rumanía, de extrema derecha, afirmó que deberían prohibirse las manifestaciones públicas de homosexualidad, porque "vulneran la vista, el oído y la educación de los niños" y "provocan a la Iglesia". Sin embargo, agregó que la violencia contra las personas LGBT es una "forma de barbarie", y no debe aceptarse bajo ningún concepto. 

### GayFest 2008
El quinto GayFest tuvo lugar entre el 19 y el 24 de mayo de 2008. Durante el evento se celebró un festival de cine, exposiciones de arte público y debates públicos, así como el tradicional desfile del orgullo gay por el centro de Bucarest. Aunque Noua Dreaptă y otros grupos de extrema derecha organizaron contramanifestaciones, no hubo incidentes violentos en el desfile del orgullo de 2008, con una presencia policial muy significativa protegiendo a los participantes. Sin embargo, la participación fue menor que en eventos anteriores, con solo unas 200-300 personas en el desfile.

### Festival de Cine
El festival de cine de 2008 de GayFest fue el mayor hasta la fecha, exhibiendo quince películas y documentales con temas LGBT de todo el mundo. También se repitieron algunas películas del festival de 2007.
| - Finn's Girl (Canada, 2007) - Trembling before G-d (Israel/United States, 2001) - Un amour a taire (France, 2005) - The Gymnast (United States, 2006) - Les chansons d'amour (France, 2007) - Au-dela de la haine (France, 2007) - Monsieur Max (France, 2007) - The End of Second Class (Canada, 2005) | - 533 Statements (Canada, 2005) - She's a Boy I Knew (Canada, 2007) - Heneini (USA, 2005) - Not That Kind of Christian!! (United States, 2007) - Daddy and the Muscle Academy (Finland, 1991) - Dos miradas (Spain, 2007) - Innocent (Canada/Hong Kong, 2005) |

### GayFest 2009
El GayFest 2009 tuvo lugar entre el 18 y el 24 de mayo. El lema político fue la legalización de las uniones civiles (parteneriat civil). Junto a la ya tradicional marcha del orgullo, hubo un festival de cine, exposiciones fotográficas, conciertos, talleres, conferencias, debates públicos y fiestas. Por primera vez, ACCEPT se asoció con Metrorex, el operador del Metro de Bucarest, para mostrar publicidad contra la LGTB-fobia en varias estaciones de metro. Durante el GayFest, la Embajada del Reino Unido organizó una "Parrillada de la Diversidad" que reunió a activistas de derechos humanos y representantes de ONG.

#### Desfile del orgullo
El desfile del orgullo GayFest cerró el festival el sábado 23 de mayo a las 17:00 horas. Participaron alrededor de entre 200 y 300 participantes. El desfile tuvo importante protección policial y no constan informes de violencia contra el colectivo lgtbiq+.   Fue más festivo que en años anteriores, con música pop, globos y banderas gigantes de arcoíris. Asistieron varios funcionarios europeos, incluidos los eurodiputados Michael Cashman, Michel Teychenné y Helene Goudin, los embajadores de los Países Bajos, el Reino Unido, la República Checa y Suecia,  los directores del Instituto Polaco y del Instituto Goethe de Bucarest, y Boris Dittrich, director de derechos LGBT de Human Rights Watch. Durante el desfile, el embajador británico Robin Barnett anunció que el Reino Unido apoyaba la lucha por los derechos del colectivo lgtbiq+ y estaba complacido con la "fantástica celebración" por la diversidad que tuvo lugar en Bucarest. El embajador holandés, Jaap Louis Werner, también pronunció un discurso en el que afirmó: "Estamos aquí para mostrar nuestra solidaridad. Sabemos lo que queréis. Queréis ser tratados como personas normales con las mismas protecciones ante la ley".  Se recibieron cartas de apoyo del embajador de Francia en Rumanía, así como de tres funcionarios abiertamente LGBT del Reino Unido: Angela Eagle, Ben Bradshaw y Chris Bryant.
El viernes 22 de mayo, varios grupos ortodoxos conservadores llevaron a cabo una contramarcha contra el desfile del orgullo, titulada "Marcha por la familia". Sin embargo, aunque se esperaban 1000 participantes, participaron menos de 100. Además, por primera vez, la Iglesia ortodoxa rumana anunció su oposición a esta manifestación, afirmando que las "manifestaciones callejeras ruidosas" eran incompatibles con la religión. No obstante, la Iglesia mantuvo su oposición también a GayFest, argumentando que era una amenaza a los valores familiares tradicionales. 

### GayFest 2010
El GayFest 2010 se llevó a cabo con éxito. Al igual que el año anterior, el desfile del orgullo se desarrolló sin incidentes violentos. Por primera vez, el desfile contó con el apoyo oficial del Partido Verde, con la participación del Presidente Ejecutivo del Partido, Remus Cernea, junto a otros miembros de alto rango del partido.

### GayFest 2011
La octava edición anual del GayFest tuvo lugar entre el 30 de mayo y el 4 de junio. Unas 150 personas participaron en el desfile del 4 de junio. El embajador estadounidense Mark Gitenstein, el embajador británico Martin Harris, el embajador sueco Anders Bengtcen, funcionarios del Consejo Rumano contra la Discriminación y de Amnistía Internacional se unieron al desfile. Ese mismo día, el grupo nacionalista de extrema derecha Noua Dreaptă realizó una contramanifestación.

### GayFest 2012
Cerca de 200 personas participaron en el desfile. El eurodiputado británico Michael Cashman, el embajador estadounidense Mark Gitenstein y el embajador británico Martin Harris estuvieron allí.  La cantante, modelo y actriz pop rumana Loredana Groza fue la embajadora del programa "Eu sunt! ¿Tu?" (¡Yo soy! ¿Tú?), un programa LGBT de Rumania cuyo objetivo es luchar contra la discriminación y el estigma y prevenir el VIH/SIDA.

### GayFest 2013
La décima edición del GayFest se celebró entre los días 3 y 8 de junio. El desfile tuvo lugar el último día del festival. Aunque el día comenzó con una contramanifestación contra el colectivo, el GayFest se celebró sin incidentes. Unas 400 personas participaron en el desfile, según información proporcionada por ACCEPT, organizadores del festival.

### Orgullo de Bucarest 2015
La Marcha del Orgullo de Bucarest tuvo lugar el 23 de mayo, sin incidentes significativos durante la marcha. El evento atrajo a más de 1.000 participantes por primera vez.

### Orgullo de Bucarest 2016

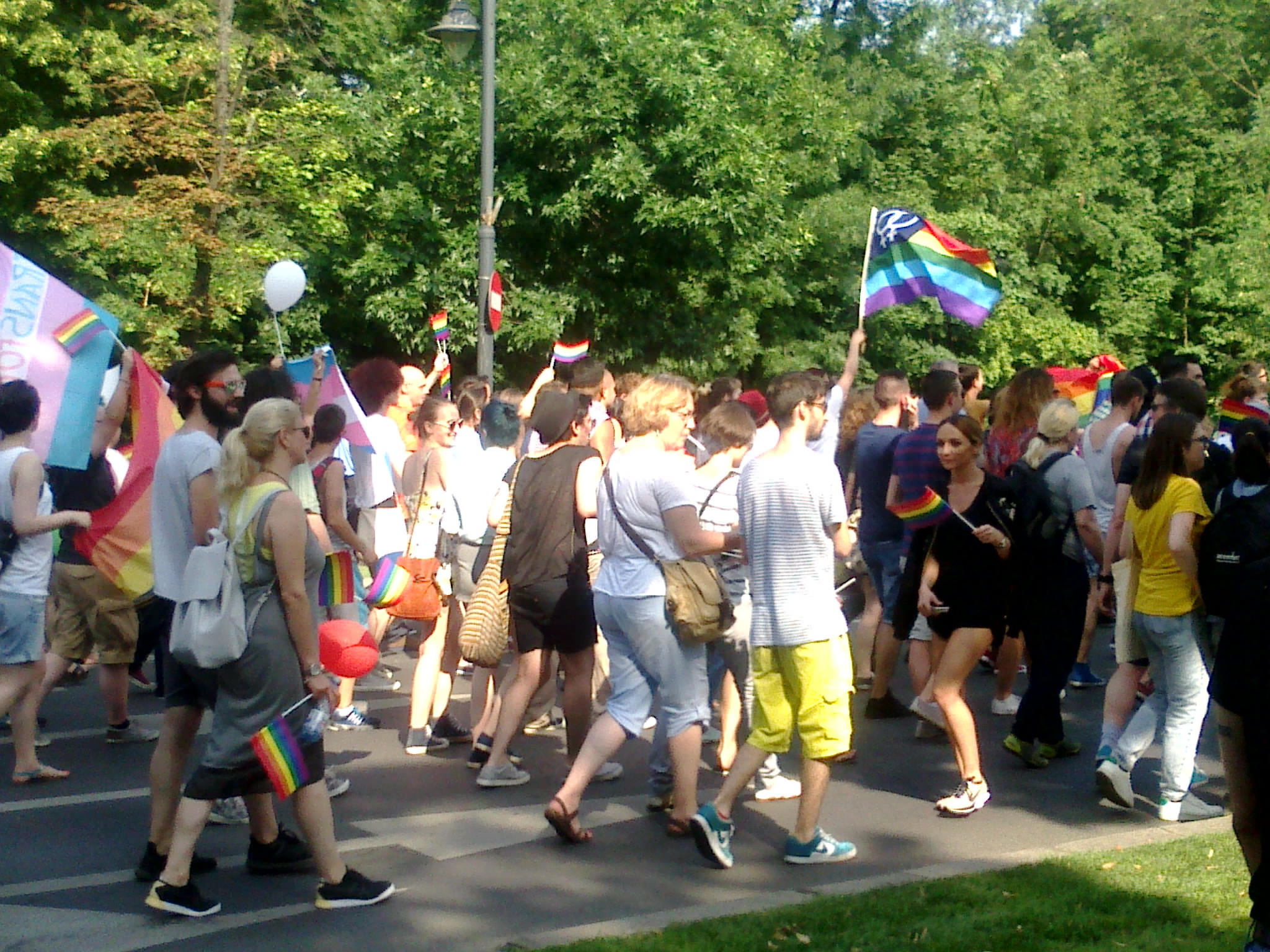
Participantes marchando en Kiseleff Road durante el Orgullo Gay de Bucarest 2016

La 12.ª edición de Bucharest Pride atrajo un récord de 2500 participantes, y se desarrolló bajo el paraguas de la familia: "La familia que tres millones de rumanos intentan redefinir, limitando su significado", en referencia a la petición firmada por tres millones de rumanos que reclamaban la reforma de la Constitución para que el matrimonio se defina como la reunión exclusiva entre un hombre y una mujer y no entre dos cónyuges, como actualmente establece la Constitución. Los participantes en la marcha hicieron campaña por la no discriminación, la igualdad de derechos, incluido el derecho al matrimonio civil, y la visibilidad de la comunidad LGBT. A la marcha asistieron, entre otros, el político Remus Cernea y la cantante Andreea Bălan.

### Orgullo de Bucarest 2021
El evento del orgullo de 2021 (14 de agosto) celebró la despenalización de la homosexualidad en Rumania 20 años antes. La decisión del ayuntamiento de desviar la marcha de su ruta tradicional provocó protestas, pero tras conversaciones mantenidas con la mediación del embajador del Reino Unido, Andrew Noble, el ayuntamiento revocó su decisión y permitió que la marcha se llevara a cabo por la ruta tradicional. Por restricciones debidas a la pandemia del COVID-19, solo se permitió la asistencia de 500 personas.
El evento atrajo a más de 10.000 participantes, un número similar al logrado en la edición de 2019, que supone un aumento notable frente a los 2.500 participantes registrados en 2016.